# 整数点についてのジーゲルの定理
数学において、整数点についてのジーゲルの定理 (Siegel's theorem on integral points) は、1929年のカール・ジーゲル (Carl Ludwig Siegel) の結果であり、与えられた座標系を持つアフィン空間で表現される、代数体 K 上定義された種数 g の滑らかな代数曲線 C に対し、g > 0 であれば、K の整数環 O の座標でC 上の点は有限個しかないという定理である。この結果を適用できる例として、モーデル曲線(Mordell curve)がある。
この定理の証明は、ディオファントス近似からのトゥエ・ジーゲル・ロスの定理のあるバージョンとディオファントス幾何学(diophantine geometry)からのモーデル・ヴェイユの定理とを結合することにより得られた。（ここで C のヤコビ多様体へ適用するためにヴェイユのバージョンが必要である。）それは、種数のみに依存しディオファントス方程式の任意の特別な代数的な形式に依らない、ディオファントス方程式についての最初の大きな結果であった。種数 g > 1 の場合は、現在、ファルティングスの定理に取って代わられた。
代数的数の非常に良い有理数近似を記述する点でアクセル・トゥエ(Axel Thue)のディオファントス近似の方法は有効ではないので、ジーゲルの結果も有効ではなかった（計算可能ではない）（「数論の有効な結果」を参照）。いくつかの場合において有効な結果は、ベイカーの方法より導き出すことができる。